# Octopus rubescens
Octopus rubescens (англ. ruby octopus, рубіновий восьминіг) — найбільш поширений восьминіг на мілководді західного узбережжя Північної Америки, і розповсюджений бентосний хижак в цьому регіоні. Ареал простягається від півдня Каліфорнійської затоки до затоки Аляски, але може зустрічатися також у західній частині Тихого океану. Може плавати на глибині до 300 м.

## Таксономія
Перед тим як бути описаним у 1953 році як окремий вид, Octopus rubescens вважали молодим Enteroctopus dofleini. Багато ранніх описів ґрунтувались на комбінації обох видів. До сьогодні таксономія цього виду залишається не повністю вирішеною. Опис 1953 року є насправді стислим визначенням, і зважаючи на широкі межі виду, тварини які підпадають під Octopus rubescens можливо належать до різних підвидів чи комплексу видів.

## Опис

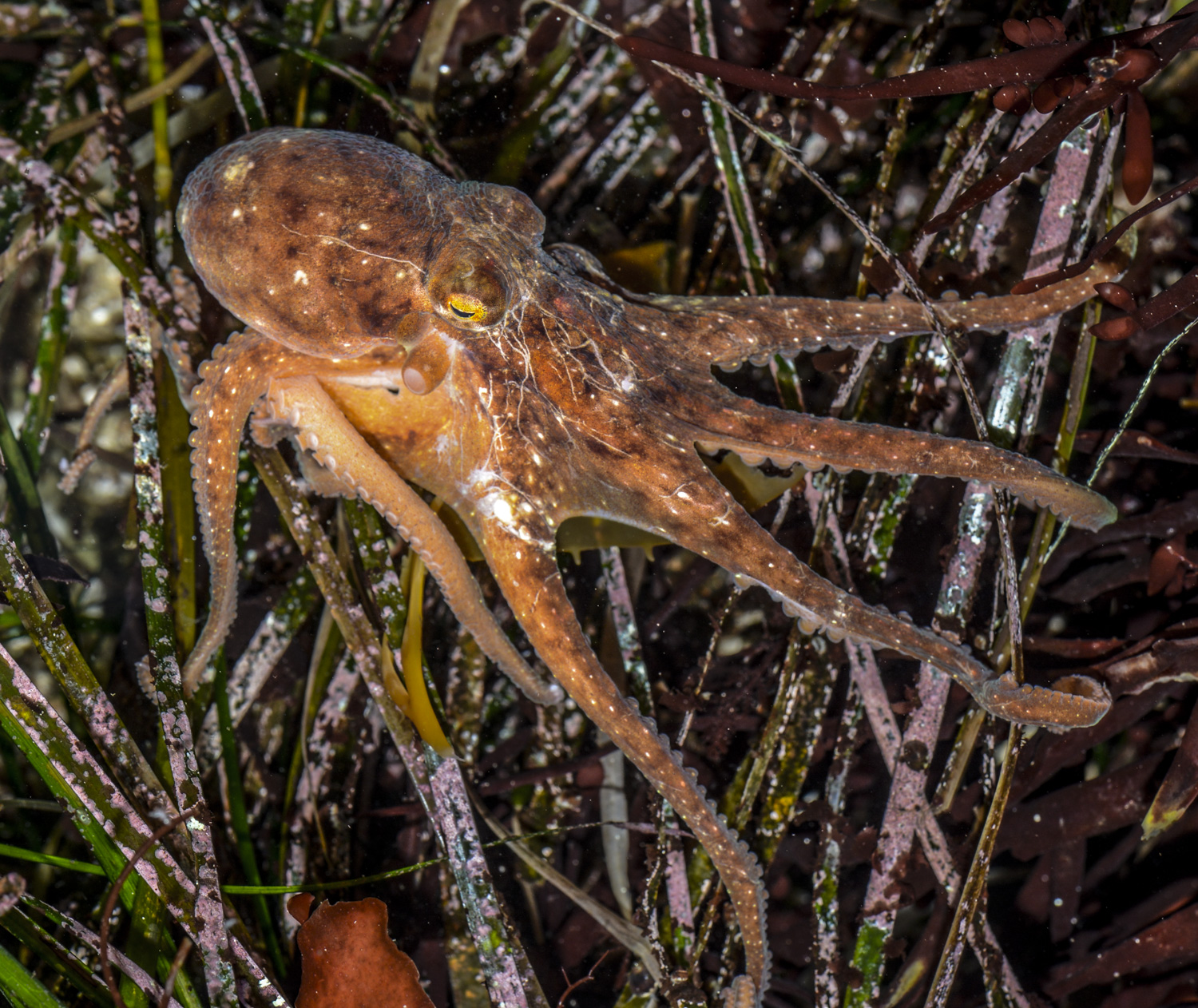
Рубіновий восьминіг врятований від мартина біля Лос Осос

Розмір мантії виду сягає до 8-10 см, щупалець — 30-40 см. Дорослі особини важать здебільшого 100—150 грамів, але і випадки 400 грамів були зафіксовані.
Як усі восьминоги, вид може змінювати колір і текстуру. Колір може бути від цеглинного червоного, до коричневого, до білого, або крапчаста суміш трьох. Вид має три горбки схожі на вії, розміщенні під очима. Цією відмінністю Octopus rubescens можна відрізнити від Enteroctopus dofleini, у яких такі горбки відсутні.

## Інтелект
Як більшість восьминогів, Octopus rubescens вважають найбільш розумними серед безхребетних. Присутність різних індивідуальностей є критерієм інтелекту, і це був перший безхребетний вид, в якому наявність індивідуальностей були продемонстровані.

## Живлення
Вид є хижим, їсть черевоногих, двостулкових, вусоногих і крабів у лабораторних умовах. Дослідження виду в дикій природі у водах П'юджет-Саунд, визначили домінування у раціоні черевоногих. Також було замічено що личинки Octopus rubescens поїдають криль.
Представники виду накидаються на здобич і показують типову зміну кольорів у момент захоплення. Живлення двостулковими відбувається за допомогою свердління дірки в панцирі, щоб вприскнути отруту і легше відкрити панцир.
Octopus rubescens можливо вибирає здобич ґрунтуючись на легкотравності жирів аніж кількості калорій які можливо отримати з їжі. Це зробило б вид спеціалізованим хижаком замість загального, через особливі поживні потреби.